# جوایز زن اکشن بی‌تی اسپورت
جوایز بی‌تی اسپورت برای زن اکشن مجموعه‌ای از جوایز ماهانه و سالانه است که توسط بی‌تی اسپورت به یک تیم ورزشکار یا زن ورزشکار، معمولاً بریتانیایی، که بهترین‌های آن ماه یا سال بوده‌اند، ارائه می‌شود. رای عمومی برای برنده از لیست نامزدهای انتخاب شده توسط بی‌تی اسپورت.

## زن اکشن برگزیده سال
جایزه بی‌تی اسپورت برای بهترین زن اکشن سال بر اساس رای عمومی تعیین می‌شود که فهرستی از ده نامزد انتخاب شده توسط بی‌تی اسپورت را نشان می‌دهد. هر نامزدی توسط سفیر خود حمایت می‌شود، خواه از دنیای ورزش باشد یا سرگرمی. اولین برنده این جایزه در سال ۲۰۱۳ اعلام شد و در ژانویه ۲۰۱۴ در نمایش کلر بالدینگ این جایزه را دریافت کرد. برنده جایزه ۲۰۱۴ در اولین مراسم اهدای جوایز بی‌تی اسپورت برای بهترین زن اکشن سال که در استودیو بی‌تی اسپورت در دسامبر ۲۰۱۴ برگزار شد، معرفی و به او اهدا شد در سال ۲۰۱۵ نیز همین اتفاق خواهد افتاد. 

### ۲۰۱۳
برگزیدگان امسال در رشته‌های ورزشی متعددی از جمله شنا، کریکت، گلف، اسکی، دو و میدانی و تنیس مقام آورده‌اند.
| سال  | برنده                                         | نایب قهرمان                 | مقام سوم                      | نامزدهای دیگر | منبع                                                |
| ---- | --------------------------------------------- | --------------------------- | ----------------------------- | --- | --------------------------------------------------- |
| ۲۰۱۳ | ریچل آترتون (دوچرخه سواری در سراشیبی کوهستان) | ناتاشا دووی (فوتبال انجمنی) | نان استنفورد (ورزش‌های سه‌گانه) | الی سیموندز (شنا) هدر نایت (کریکت) سوفی کریستینسن (سواری) چارلی هال (گلف) کیتی سامرهایس (اسکی) کریستین اوهوروگو (دو و میدانی) لورا رابسون (تنیس) | [ ۶ ] [ ۷ ] [ ۸ ] [ ۹ ] [ ۱۰ ] [ ۱۱ ] [ ۱۲ ] [ ۱۳ ] |

### ۲۰۱۴
برگزیدگان سال ۲۰۱۴ در رشته‌های ورزشی کریکت، تنیس، فوتبال انجمنی، راگبی ۱۵ نفره، روئینگ، ژیمناستیک هنری، و اسکلتون شرکت کرده بودند و در این رشته‌ها جایزه به دست آوردند.
| سال  | برنده                      | نایب قهرمان            | مقام سوم              | نامزدهای دیگر | منبع                                                    |
| ---- | -------------------------- | ---------------------- | --------------------- | --- | ------------------------------------------------------- |
| ۲۰۱۴ | شارلوت دوژاردین (سوارکاری) | شانا کوکسی (صخره‌نوردی) | جو پیوی (دو و میدانی) | شارلوت ادواردز (کریکت) جردن وایلی (تنیس) فارا ویلیامز (فوتبال انجمنی) امیلی اسکارات (راگبی ۱۵ نفره) هلن گلاور و هدر استنینگ (روئینگ) کلودیا فراگاپان (ژیمناستیک هنری) لیزی یارنولد (اسکلتون) | [ ۱۴ ] [ ۱۵ ] [ ۱۶ ] [ ۱۷ ] [ ۱۸ ] [ ۱۹ ] [ ۲۰ ] [ ۲۱ ] |

### ۲۰۱۵
برندگان در سال ۲۰۱۵ صاحب مقام در رشته‌های دو و میدانی، فوتبال انجمنی، بوکس آماتور، روئینگ، دوچرخه سواری کوهستانی در سراشیبی، ماجراجویی، هاکی روی چمن، تنیس دوچرخه سواری جاده ای بوده‌اند.
| سال  | برنده                                        | نایب قهرمان                                       | مقام سوم                                      | نامزدهای دیگر | منبع                                             |
| ---- | -------------------------------------------- | ------------------------------------------------- | --------------------------------------------- | --- | ------------------------------------------------ |
| ۲۰۱۵ | تیم ملی فوتبال زنان انگلستان (فوتبال انجمنی) | تیم ملی هاکی روی چمن زنان انگلستان (هاکی روی چمن) | ریچل آترتون (دوچرخه سواری در سراشیبی کوهستان) | جسیکا انیس هیل (دو و میدانی) تیم ملی فوتبال زنان انگلستان (فوتبال انجمنی) نیکولا آدامز (بوکس آماتور) اعضای تیم مسوارکاریه قایق‌سواری آکسفورد (روئینگ) ریچل آترتون (دوچرخه سواری کوهستانی در سراشیبی) سارا اوتن (ماجراجویی) تیم ملی هاکی روی چمن زنان انگلستان (هاکی روی چمن) ارمیتاژ جورجینا (دو و میدانی) یوهانا کونتا (تنیس) لیزی آرمیستد (دوچرخه سواری جاده) | [ ۲۲ ] [ ۲۳ ] [ ۲۴ ] [ ۲۵ ] [ ۲۶ ] [ ۲۷ ] [ ۲۸ ] |

### ۲۰۱۶
در دوره بعدی از مراسم اهدای جوایز سالانه بی تی اسپورت که به زنان اکشن داده می‌شد، برگزیدگان از رشته‌های دوچرخه سواری جاده، دوچرخه سواری پیست، بوکس، تکواندو، دو و میدانی و تنیس نامزد شده بودند و مقام آوردند.
| سال  | برنده                                         | نایب قهرمان                     | مقام سوم                | نامزدهای دیگر | منبع          |
| ---- | --------------------------------------------- | ------------------------------- | ----------------------- | --- | ------------- |
| ۲۰۱۶ | راشل آترتون (دوچرخه سواری در سراشیبی کوهستان) | شارلوت دوژاردن (سوارکاری درساژ) | مدی هینچ (هاکی روی چمن) | سارا استوری (دوچرخه سواری جاده و پیست) کادینا کاکس (دو و میدانی و دوچرخه سواری پیست) لورا کنی (دوچرخه سواری پیست) نیکولا آدامز (بوکس) جید جونز (تکواندو) هانا کاکرافت (دو و میدانی) جو کونتا (تنیس) | [ ۲۹ ] [ ۳۰ ] |

### ۲۰۱۷
در دوره ای از مراسم اهدای جوایز سالانه که در سال ۲۰۱۷ برگزار شد، بانوان ورزشکار از رشته‌های ورزشی دو و میدانی، کریکت، اسکیت سرعت در مسیر کوتاه و راگبی ۱۵ نفره نامزد شدند و به جایزه بی تی اسپورت دست یافتند.
| سال  | برنده                      | نایب قهرمان               | مقام سوم        | نامزدهای دیگر | منبع          |
| ---- | -------------------------- | ------------------------- | --------------- | --- | ------------- |
| ۲۰۱۷ | جودی تیلور (فوتبال انجمنی) | ملوری فرانکلین (قایق‌رانی) | جو کونتا (تنیس) | هانا کاکرافت (دو و میدانی) تامی بومونت (کریکت) الیز کریستی (اسکیت سرعت در مسیر کوتاه) آنیا شروبسل (کریکت) کیتی مک لین (راگبی ۱۵ نفره) | [ ۳۱ ] [ ۳۲ ] |

### ۲۰۱۸
برندگان جوایز بی تی اسپورت ۲۰۱۸ از رشته‌های مختلفی همچون اسکلتون، فوتبال، گلف، ورزش‌های سه‌گانه، دوچرخه سواری پیست و اسکی آلپاین نامزد شده بودند.
| سال  | برنده                        | نایب قهرمان | مقام سوم | نامزدهای دیگر | منبع          |
| ---- | ---------------------------- | ----------- | -------- | --- | ------------- |
| ۲۰۱۸ | دینا اشر اسمیت (دو و میدانی) |             |          | لیزی یارنولد (اسکلتون) فرن کربی (فوتبال) لوسی برنز (فوتبال) تالار جورجیا (گلف) ویکی هالند (ورزش‌های سه‌گانه) لورا کنی (دوچرخه سواری پیست) منا فیتزپاتریک (اسکی آلپاین) جن کهو (اسکی آلپاین) | [ ۳۳ ] [ ۳۴ ] |

## زن اکشن برگزیده ماه
جایزه بی‌تی اسپورت برای بهترین زن اکشن برگزیده ماه بر اساس رای عمومی تعیین می‌شود که شامل لیستی از معمولاً پنج نامزدی است که توسط بی‌تی اسپورت انتخاب می‌شود. هر برنده اعلام می‌شود و جایزه خود را در نمایش کلر بالدینگ دریافت می‌کند.

### ۲۰۱۴
در سال ۲۰۱۴ که اولین دوره از برگزاری مراسم اهدای جوایز بی تی اسپورت برای زن اکشن بود که به صورت ماهانه اهدا می‌شد، بانوان ورزشکار زیادی نامزد شدند که هر کدام در رشته‌های ورزشی مختلفی فعالیت داشتند. از جمله این رشته‌ها می‌توان به اسکلتون، کرلینگ، اسنوبورد، فرمول یک، دوچرخه سواری جاده، اسکی، اسکی آلپاین، اسکواش، گلف، دو و میدانی و سوارکاری اشاره کرد.
| ماه     | برنده | سایر نامزدها | منبع   |
| ------- | ----- | --- | ------ |
| ژانویه  |       | |        |
| فوریه   |       | لیزی یارنولد (اسکلتون) ایو مییرهید (کرلینگ) جنی جونز (اسنوبورد) سوزی ولف (فرمول یک) جوانا روسل شند (دوچرخه سواری جاده)                                                   | [ ۳۵ ] |
| مارس    |       | کلی گالاگر (اسکی آلپاین) شارلوت ایوانز (اسکی) لورا ماسارو (اسکواش) کاتارینا جانسون-تامپسون (دو و میدانی) چارلی هول (گلف) کویگا (مسابقه شکار ملی)                         | [ ۳۶ ] |
| آوریل   |       | زوی اسمیت (وزنه‌برداری) شارلوت ایوانز (اسکی) جاز کارلین (شنا) شارلوت دوژاردین (سوارکاری) لیزی ارمیتستید (دوچرخه‌سواری جاده)                                                | [ ۳۷ ] |
| مه      |       | هتر واتسون (تنیس) شانا کوکسی (سنگ‌نوردی) بکی داونی (ژیمناستیک هنری) مورگان لیک (دو و میدانی) هلنا کاستا (فوتبال انجمنی)                                                   | [ ۳۸ ] |
| ژوئن    |       | هلن گلاور و هدر استنینگ (روئینگ) جو هارتن (نیتبال) دینا آشر اسمیت (دو و میدانی) کیتی اورمرود (برفیل) بنیاد الینا بالتاچا                                                 | [ ۳۹ ] |
| جولای   |       | لیبی کلگ (دو و میدانی) کلاودیا فراگاپان (ژیمناستیک هنری) شونا ریچاردز (دو و میدانی) جوردن وایلی (تنیس) کاترین کوپلند و اموجن والش (روینگ)                                | [ ۴۰ ] |
| آگوست   |       | امیلی اسکارات (اتحادیه رگبی) ایونیولا الوکو (فوتبال انجمن) جو پیوی (دو و میدانی) زارا فیلیپس (سوارکاری) انگلستان ۴ × ۱۰۰ متر رله تیم (دو و میدانی)                       | [ ۴۱ ] |
| سپتامبر |       | جوآن اکلز (سوارکاری) سامانتا موری (ورزش‌های پنجگانه مدرن) اما پولی (دوچرخه سواری جاده ای) تیفانی پورتر (دو و میدانی) اعضای باشگاه گلف شاهانه و باستان در سنت اندروز (گلف) | [ ۴۲ ] |
| اکتبر   |       | |        |
| نوامبر  |       | |        |
| دسامبر  |       | |        |

### ۲۰۱۵
دومین دوره اهدای جوایز در سال ۲۰۱۵ برگزار شد که ورزشکاران از رشته‌های اسکی، تنیس، فوتبال انجمن، ماجراجویی، دو و میدانی، دوچرخه سواری، ورزش‌های پنج‌گانه و … نامزد شدند.
| ماه     | برنده | سایر نامزدها | منبع          |
| ------- | ----- | --- | ------------- |
| ژانویه  |       | کیتی سمر هایز (اسکی) هذر واتسون (تنیس) استفانی روچ (فوتبال انجمن) سارا اوتن (ماجراجویی)                                                                                    | [ ۴۳ ]        |
| فوریه   |       | کاتارینا جانسون-ثومپسون (دو و میدانی) جید جونز (تاکواندو) سارا استوری (دوچرخه سواری دو و میدانی) سامانتا موری (ورزش‌های پنجگانه مدرن) کیتی مک لین (راگبی ۱۵ نفره)           | [ ۴۴ ] [ ۴۵ ] |
| مارس    |       | لیزی یارنولد (اسکلتون) هتر واتسون (تنیس) زوی گیلینز (اسنوبورد) نینا کاربری (سوارکاری شکار ملی) بیتانی فرث (شنا)                                                            | [ ۴۶ ]        |
| آوریل   |       | آناستاسیا چیتی (روئینگ) الی داونی و بکی داونی (ژیمناستیک هنری) جازمین کارلین (شنا) شارلوت دوژاردین (سوارکاری) دانی کنگ (سوارکاری جاده‌ای)                                   | [ ۴۷ ]        |
| مه      |       | دینا آشر اسمیت (دو و میدانی) راشل اترتون (دوین هیل) پمالا کوکی (نیتبال) بیانکا والکدن (تاکواندو) تیم رله ۴ × ۴۰۰ متر بریتانیا (دو و میدانی)                                | [ ۴۸ ]        |
| ژوئن    |       | سامانتا دیویس (یختن) تیم ملی هاکی روی چمن زنان بریتانیا (هاکی روی چمن) کاترین کوپلند و شارلوت تیلور (روئینگ) نیکولا آدامز (بوکس آمیتور) هانا بارنس (سوارکاری جاده ای)      | [ ۴۹ ]        |
| جولای   |       | تیم ملی فوتبال زنان انگلستان (فوتبال انجمنی) تولی کیرنی (شنا) جردن وایلی (تنیس) شو پیلینگر (دوچرخه سواری فوق‌العاده) شارا پراکتور (دو و میدانی)                             | [ ۵۰ ]        |
| آگوست   |       | جسیکا اینیس هیل (دو و میدانی) بیانکا والکدن (تاکواندو) ویکتوریا پنلتون (جوکئی هواپیمایی) ماددی هینچ (هاکی میدان) راشل اترتون (دوین هیل دوچرخه سواری کوهستانی)              | [ ۵۱ ]        |
| سپتامبر |       | دانیل کارتر (فوتبال انجمن) نان استنفورد و ویکی هالند (ورزش سه‌گانه) جوهانا کانتا (تنیس) لیزی آرمستید (دوچرخه سواری جاده ای) آبی لینگ، شارلوت کروود و کیرستی بار (تپ شاتینگ) | [ ۵۲ ]        |
| اکتبر   |       | |               |
| نوامبر  |       | |               |
| دسامبر  |       | |               |